# Amblyoproctus piliger
Amblyoproctus piliger är en skalbaggsart som beskrevs av Perty 1830. Amblyoproctus piliger ingår i släktet Amblyoproctus och familjen Dynastidae. Inga underarter finns listade i Catalogue of Life.